# Брануване
Брануването е вид механична обработка на почвата, чрез която се постига наситняване и разрохкване на повърхностния почвен слой (до 6–7 см).
Брануване се прилага за разбиване на буци след култиватор или след плитка оран.
Самостоятелно брануване се извършва за разбиване на почвената кора след валежи, за унищожаване на току-що поникнали или покълнали плевели, за плитко инкорпориране на повърхностно внесени торове и хербициди, а също така за фино подравняване на площта.

## Видове брани
Зъбни браниИзползват се за разрохкване и наситняване на гребените след оран или след култивиране. В този случай браните се закачат след основната машина.
Звездовидни браниНаричат се още ротационни мотики. Използват се главно за разбиване на почвена кора между сеитбата и поникването на културите.
Иглести браниИзползват се по-рядко в България, най-вече след плоскорезна обработка.